# Masato Saito
Masato Saito (Saitama, 1 december 1975) is een voormalig Japans voetballer.

## Carrière
Masato Saito speelde tussen 1998 en 2009 voor Omiya Ardija.